# Pedro de Alberni
Don Pedro de Alberni, zeitweise auch Pere d’Alberní i Teixidor  genannt (katalanisch, [ˈpeɾə ðəɫβərˈni]) (30. Januar 1747 in Tortosa – 11. März 1802 in Monterey, Neuspanien), war ein spanischer Offizier und Politiker, der der spanischen Krone diente. Er verbrachte den größten Teil seiner militärischen Karriere in der Kolonie Mexiko. Bekannt ist er für seine Teilnahme an der Erforschung des pazifischen Nordwestens in den 1790er Jahren und seine spätere Tätigkeit als neunter spanischer Gouverneur von Oberkalifornien im Jahr 1800.

## Biografie

### Die frühen Jahre
Pedro de Alberni wurde am 30. Januar 1747 in einer adligen und reichen Familie in Tortosa, Katalonien (Spanien) geboren. Sein Vater, Jaume d’Alberní i Antolí, war ein Notar und geehrter Bürger von Barcelona, der Maria Inés Teixidor am 24. Juni 1728 heiratete. Das Ehepaar hatte fünf Söhne und zwei Töchter. In Übereinstimmung mit dem allgemeinen katalanischen Zivilrecht wurde der älteste Sohn, Pedros Bruder Josep Antoni, als Erbe des Anwesens der Familie Alberni eingesetzt. Das beinhaltete auch das Recht, den Titel Notar zu führen. Die übrigen Geschwister erhielten aus dem Erbe eine kleinere Menge Geld. Aus diesem Grund traten Pedro und seine übrigen Brüder dem Militär bei. Einer der Brüder, Gerònim, ging zum Regiment von Córdoba; die anderen beiden, Joan Bautista und Jaume Pascual, traten dem Freiwilligenregiment bei. Eine von seinen Schwestern wurde Nonne. Pedro trat am 17. Juli 1762 Spaniens zweitem Regiment der leichten Infanterie bei und nahm als Kadett im Alter von nur 15 Jahren an der spanischen Invasion von Portugal 1762 teil, die Bestandteil des Siebenjährigen Krieges war. Er blieb für fünf Jahre bei diesem Regiment, um danach der Compañía Franca de Voluntarios de Cataluña beizutreten. Dabei handelt es sich um eine unabhängige militärische Gruppierung, die aus den sogenannten „Miquelets“ (irregulären katalanischen Truppen) bestand.

### Von Cádiz nach Neuspanien
Im Jahr 1767 sandte diese Gruppierung Soldaten auf eine transatlantische Reise zu den Kolonien nach Neuspanien aus. Das Ziel der Mission war die Verteidigung der Gebiete im Norden der Kolonie Neuspanien, die Provincias Internas del Norte de Nueva España gegen die Ureinwohner. Diese Provinzen erstrecken sich heute von Guanajuato nach New Mexico und von Sonora nach Texas.
Am 2. Mai 1767 segelte die Einheit von Cádiz nach Kuba und dann weiter nach Veracruz in Neuspanien. Bestehend aus 98 Soldaten unter dem Kommando von Capitano Agustí Callis und drei weiteren Offizieren (Pere Fages, Estevan de Vilaseca und Alberni) erreichten sie im August desselben Jahres ihr Ziel. Im Anschluss zog die Einheit von Veracruz nach Guaymas in Sonora, wo sie im April 1768 ankam, nachdem sie zuvor Mexiko-Stadt, Tepic und San Blas angelaufen hatte. Damit dauerte die gesamte Reise fast ein Jahr, angefangen von Barcelona bis zu ihrem Endpunkt Guaymas.

### In Sonora und Kalifornien
Kurz nachdem sie Guaymas erreichten, zog die Einheit unter dem Kommando von Colonel Domingo Elizondo in den Kampf gegen die „rebellischen“ Ureinwohner der Pima und der Seri und nahmen an der Operation Cerro Prieto teil. Nach dem erfolgreichen Abschluss der Operation wurden Alberni und die verbliebenen Soldaten der Kompanie nach Mexico-Stadt und Guadalajara geschickt. Abschließend war Alberni für sieben Jahre Kommandeur in der Provinz Nayarit.
1772 wurde die Kompanie auf die besagte Freiwilligenkompanie, die unter dem Kommando von Capitano Callis stand, und der 2. Compañía Franca de Voluntarios de Cataluña unter dem Kommando von Pedro Fages, aufgeteilt. Fages und eine Ablösung von 25 Soldaten zogen 1769 nach Alta California als Teil der Portolà-Expedition unter dem Kommando von Gaspar de Portolà. Die Ablösung blieb in Alta California und wurde beim Presidio von Monterey stationiert, wobei Fages 1770 zum Militärgouverneur ernannt wurde, um in Portola erfolgreich zu sein. Als Callis 1782 starb, wurde Alberni zum Capitan der Compañía Franca de Voluntarios de Cataluña ernannt.

### Der Weg in den pazifischen Nordwesten

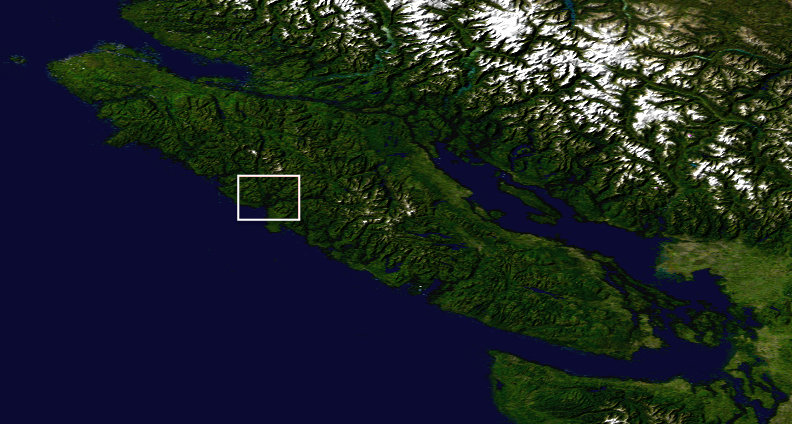
Nootka Sound auf Vancouver Island

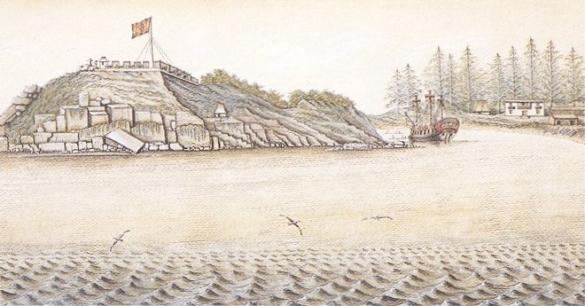
Rekonstruktion des Forts San Miguel

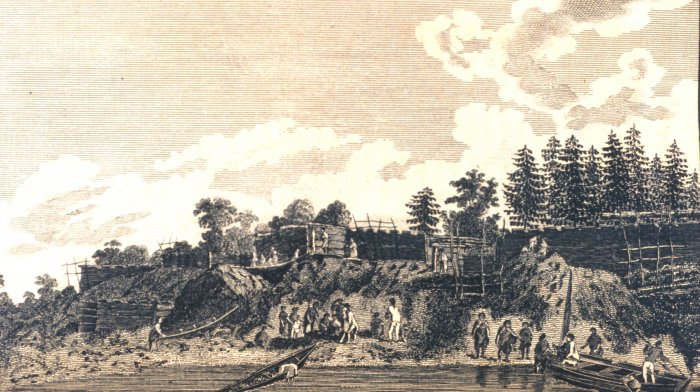
Ein Blick auf Wohnstätten in Nootka Sound

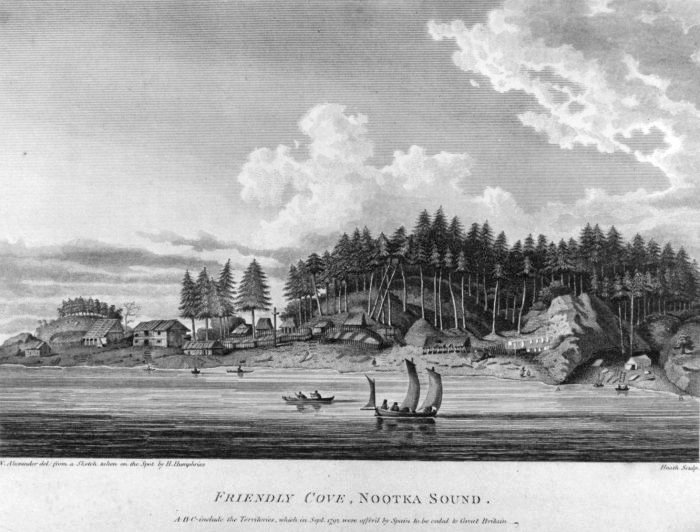
Friendly Cove, Nootka Sound

Im Jahr 1789 beorderte der Vizekönig von Neuspanien Manuel Antonio Flórez die 1. Compañía Franca de Voluntarios de Cataluña, jetzt unter dem Kommando von Alberni, sich für eine Überführung nach San Blas und anschließend für einen Weitertransport nach Nootka Sound auf Vancouver Island bereit zu machen. Die Aufgabe der Einheit war es, die dortige Festung zu verstärken, nachdem diese von Esteban José Martínez im Mai 1789 errichtet worden war. Martínez hatte eine Anforderung von 200 Infanteristen gesendet, aber bevor noch eine Verstärkung geschickt werden konnte, verließ Martínez den Nootka Sound im Oktober 1789, da es zu einem Konflikt gekommen war. Grund dafür waren einige britische und US-amerikanische Schiffe, die in der Region Handel trieben und einige Zeit später Callicum töteten, der ein naher Verwandter des Häuptlings Maquinna vom Stamm der Nuu-chah-nulth war. Noch bevor das Aufgeben der Festung von Nootka in Europa bekannt wurde, erteilte der König von Spanien am 14. April 1789 die Order, die Festung von Nootka als Stützpunkt zu halten. Aus diesem Grund wurde sie 1790 von einer Expedition unter dem Kommando von Francisco de Eliza wieder zurückerobert. Albernis Soldaten segelten nun gemeinsam mit Eliza. In Nootka bauten sie die Festung wieder auf und vergrößerten sie zur Artillerie-Batterie, die dann Fort San Miguel genannt wurde.
Die Beschlagnahme der englischen Schiffe löste die Nootka Controversy aus, die fast zu einem Krieg zwischen Spanien und England über die Frage der Vorherrschaft in der Region Pazifischer Nordwesten führte. Spanien entsendete mehrere Expeditionen in diese Region, die 1774 mit der Reise von Juan Pérez begannen, um den Anspruch auf die gesamte Westküste von Nordamerika zu bekräftigen.
Im Oktober 1789 ersetzte Juan Vicente de Güemes, 2nd Count of Revillagigedo den Flórez als Vizekönig von Neuspanien, und Juan Francisco de la Bodega y Quadra wurde Kommandant der San Blas Marine-Abteilung, die für alle Marine-Operation nördlich von Mexiko verantwortlich war. Gemeinsam organisierten sie die Expedition, die Nootka Sound zurückerobern sollte. Am 7. Dezember 1789 befahl Revillagigedo der 1. Compañía Franca de Voluntarios de Cataluña, nach San Blas zu ziehen. Die Einheit bestand in ihrer vollen Stärke aus ungefähr 80 Soldaten, und sie befand sich unter dem Kommando von Captain Pedro de Alberni, der dazu gerade in Guadalajara ernannt worden war. Die Soldaten begannen ihren Marsch von Guadalajara am 1. Januar 1790. Sie segelten von San Blas mit der Eliza-Expedition. Das Schwadron bestand aus drei Schiffen: der Concepción unter dem Kommando von Eliza, der San Carlos unter dem Kommando von Salvador Fidalgo, und der Princesa Real unter dem Kommando von Manuel Quimper. Sie verließen San Blas am 3. Februar 1790 und erreichten Nootka Sound am 5. April des Jahres.
Während der Reise zum Nootka Sound wurde Alberni in seiner Kabine auf der Concepción für 70 Tage eingeschlossen. Es war die Folge einer Auseinandersetzung mit einem höherrangigen spanischen Offizier. Im Verlauf dieses Konfliktes verteidigte er die Rechte seiner Männer und forderte, sie angemessen zu bekleiden und zu bewaffnen. Auch sollte ihnen alles ausgezahlt werden, was ihnen geschuldet werde. Wahrscheinlich aus diesem Grund wurde er später zum Gouverneur Oberkaliforniens ernannt.
Als Alberni in Nootka ankam, baute er die Artillerie-Batterie-Festung wieder auf, die demontiert worden war, als sie Martínez Nootka verlassen hatte. Die Rekonstruktion der Batterie war sehr schwierig. Sie war auf der Spitze einer felsigen Insel gebaut – hoch, aber klein. Es wurden zur Unterstützung der Gewehre Schießscharten gebaut. Vier Tage waren nötig, um acht große Kanonen zu installieren. Später wurden noch sechs weitere, kleinere Kanonen installiert. Die Batterie hatte nicht genug Platz für die restlichen acht großen Kanonen, die Eliza mitgebracht hatte, sodass sie auf dem Festland gelagert wurden.
Alberni baute Baracken, ein Haus für die kommandierenden Offiziere, ein Haus für den Kapitän, Öfen, Brennöfen und eine Krankenstation. Zudem kultivierte er verschiedene Früchte und Obstsorten, um die Nahrungsversorgung der Garnison zu gewährleisten. Er war der erste Europäer, der einen kultivierten Gemüsegarten in den neueren Zeiten von British Columbia führte. Außerdem führte er ein Register zur Aufzeichnung der Temperaturen, erschuf ein Nachschlagewerk von 630 Wörtern der Ureinwohner und ihrer Übersetzung ins Spanische und braute Bier aus der Baumrinde der Coniferopsida, womit er die Vitaminmangelkrankheit Skorbut zu bekämpfen versuchte. Kurz zusammengefasst: Er baute, organisierte und verwaltete die Festung und Landverteidigung der Nootka-Siedlung, um das Wohlergehen seiner Bewohner und der Reisenden, die im Hafen angekommen waren, sicherzustellen. Viele seiner Männer von der katalanischen Kompanie nahmen an Forschungsexpeditionen in Alaska und der Juan-de-Fuca-Straße teil, die gemeinsam mit anderen spanischen Entdeckern und Unternehmen ausgeführt wurden.
Alle Daten, die Alberni zusammengestellt hatte, wurden später von José Mariano Mociño, einem in Neuspanien geborenen Naturforscher genutzt. Mocino war Autor von Noticias de Nootka (zu dt.: Nachrichten aus Nootka), nahm an der Bodega-Quadra-Expedition von 1792 teil, und reiste 1791 gemeinsam mit Alessandro Malaspina auf seiner großen Forschungsreise. Gemäß Mociño gewann Alberni die Wertschätzung und den Respekt der Menschen um ihn herum, einschließlich der Ureinwohner, die ihm mit einem Gedicht schmeichelten, gewidmet ihrem Häuptling Maquinna, mit Musik der Mambrú, einem spanischen Lied, angelehnt an das französische Lied Malbrough s’en va-t-en guerre, ursprünglich aus dem Spanischen Erbfolgekrieg stammend. Der Liedtext lautet:
Macuina, Macuina, Macuina,

Asco Tais hua-cás

España, España, España

Hua-cás Macuina Nutka
Englische Übersetzung:
Macuina, Macuina, Macuina,

He’s a great prince, friend of us

Spain, Spain, Spain

Is friend of Macuina and Nootka
Deutsche Übersetzung:
Maquinna, Maquinna, Maquinna,

Er ist ein großer Prinz, unser Freund

Spanien, Spanien, Spanien

Ist ein Freund von Maquinna und Nootka
Dieses Lied wurde in der Region sehr populär, sodass José María Narváez es auch die Ureinwohner auf der anderen Seite von Nootka Island und in der Nähe von Point Grey singen hörte (Narváez landete ein Jahr vor dem englischen Kapitän George Vancouver an der Stelle, wo heute die Stadt Vancouver liegt). Albernis Aufenthalt in Nootka fiel in eine Zeit, als spanische Entdecker und Reisende anderer Nationen die Region erkundeten.

### Rückkehr nach Mexiko
Irgendwann hatte Alberni alle seine Aufgaben erfüllt und nachdem er zwei Jahre lang in dem Fort tätig war, bekam er den Befehl zur Rückkehr zu seiner Einheit in die Marineabteilung von San Blas. Ihm wurde gemäß einer königlichen Order durch den Vizekönig Neuspaniens Revillagigedo der Titel Gouverneur und Kommandeur der Armee von Fort San Miguel auf Nootka Island verliehen.
Im Juli 1792 wurde er zum Lieutenant-Colonel befördert und nach seiner Mission in Nootka für acht Monate zum Fort San Juan de Ulúa geschickt. Weiterhin wurde er in Veracruz Kommandeur der Festung und Lieutenant-Colonel des Königs für das Plaza de Veracruz. Danach wurde Alberni für zwei Jahre in Guadalajara eingesetzt.

### In Kalifornien
Im April 1796 kehrte er und seine aus 72 Männern bestehende Kompanie auf Befehl des Vizekönige Neuspaniens Miguel de la Grúa Talamanca y Branciforte, marqués de Branciforte nach Kalifornien zurück, um die spanischen Militärgarnisonen von Monterey, Santa Bárbara, San Diego und San Francisco zu sichern. 1800 wurde er zum Interim Governor of California und Kommandeur von vier Militärgarnisonen ernannt, die Spanien in Kalifornien (Monterey, Santa Bárbara, San Diego und San Francisco) hatte, bis ihnen ein neuer Gouverneur zugewiesen wurde. Bis zu seinem Tod verblieb er in Kalifornien.

### Tod
Alberni starb am 11. März 1802 im Alter von 55 Jahren in Monterey, Oberkalifornien an einem Ödem. Er wurde in der königlichen Kapelle von San Carlos in Monterey beigesetzt. Heute liegt sein Grab wahrscheinlich unter einem Highway, der in der Nähe gebaut wurde; es wurde nie gefunden. In seinem Testament, das auf den 16. Dezember 1801 datiert ist, hinterlässt er sein ganzes Vermögen seiner Ehefrau Juana Vélez, einer Eingeborenen aus Tepic, Mexiko. Seine einzige Tochter war vor ihm gestorben. Sergeant Joaquín Tico von den Compañía Franca de Voluntarios de Cataluña war sein Testamentsvollstrecker.

## Vermächtnis
Alberni wird in den zeitgenössischen Quellen als eine Person mit einem starken, mutigen aber diplomatischen Charakter dargestellt, der Probleme auch in schwierigen Zeiten zu meistern wusste. Es gibt eine Anzahl von Orten, die in Kanada und Spanien nach ihm benannt wurden:
- Alberni Inlet, British Columbia, benannt durch Francisco de Eliza.
- Port Alberni, British Columbia, benannt durch Captain Richards von der HMS Hecate im Jahr 1861. Port Alberni befindet sich am Ende des Alberni Inlet.
- Alberni-Clayoquot Regional District, benannt nach Port Alberni.
- Straßen in den Städten von Vancouver, Kanada und Tortosa, Spanien, sowie einigen anderen Städten.

## Schriften
- Pedro de Alberni, Juan de la Bodega y Cuadra, Manuel Antonio Flores, Pedro Gorostiza, Francisco Hijosa, Juan Vicente Güémez Pacheco de Padilla Horcasitas y Aguayo Revillagigedo, Jacobo Ugarte y Loyola, Antonio Villaurrutia y Salcedo: Pedro de Alberni papers. 1789, OCLC 122443578 (Sammlung von Briefen und Dokumenten in einer gebundenen Ausgabe mit Bezug zu Pedro Albernis Expedition in San Blas, Mexiko [1789 und 1790], den Einsatz seiner Truppe in Nootka und ihre Rückkehr nach San Blas im Jahre 1792).